# Johan Georg I av Sachsen
Johan Georg I, född 1585 och död 1656 var kurfurste av Sachsen 1611–1656. Son till Kristian I av Sachsen och Sofia av Brandenburg.

## Biografi
Johan Georg blev efter äldre broderns död 1611 kurfurste av Sachsen. 1620 tvingades han av kejsaren över på den katolska sidan i trettioåriga kriget. Han kom efter svenskarnas ankomst till Tyskland 1630 att åter ge sitt stöd till dessa, men efter en tid bytte han åter sida. Av de svenska soldaterna även kallad "Öl-Göran" på grund av sin förkärlek för mat och dryck. Han anförde de sachsiska styrkorna i slaget vid Breitenfeld på svensk sida,men vid slaget vid Dömitz och slaget vid Wittstock stred han för den katolska sidan. 
Efter protestanternas nederlag i slaget vid Nördlingen 1634 var den svenska arméns närvaro i Tyskland hotad. Johan Georg bröt då Sverige och ingick förbund med den katolske kejsaren men återgick i svensk tjänst efter Johan Banérs förkrossande seger vid Wittstock. Efter freden i Prag höll han sig troget till den katolska sidan, och vann i fredsfördraget Lausitz till sitt furstendöme.

## Familj
Gift 1) 1604 med Sibylla Elisabeth av Württemberg (1584–1606).
Gift 2) 1607 med Magdalena Sibylla av Preussen (1586–1659).
Barn (med 2):
- Sofia Eleonora av Sachsen (1609–1671), 1627 gift med Georg II av Hessen-Darmstadt.
- Marie Elisabeth av Sachsen (1610–1684), 1630 gift med Fredrik III av Holstein-Gottorp.
- Johan Georg II av Sachsen (1613–1680), 1638 gift med Magdalena Sibylla av Brandenburg-Bayreuth.
- August av Sachsen-Weissenfels (1614–1680)
- Kristian I av Sachsen-Merseburg (1615–1691)
- Magdalena Sibylla av Sachsen (1617–1668), gift med Kristian av Danmark; omgift med Fredrik Vilhelm II av Sachsen-Altenburg
- Moritz av Sachsen-Zeitz (1619–1681)